# Velîkîi, Sokal
Velîkîi (în ucraineană Великий) este un sat în comuna Potorîțea din raionul Sokal, regiunea Liov, Ucraina.

## Demografie
Componența lingvistică a localității Velîkîi
     Ucraineană (98,54%)
     Rusă (1,09%)
     Alte limbi (0,36%)
Conform recensământului din 2001, majoritatea populației localității Velîkîi era vorbitoare de ucraineană (98,54%), existând în minoritate și vorbitori de rusă (1,09%).